# HD 181240
HD 181240，又名BD-22 5063，SAO 187992、HR 7327，是一颗恒星，视星等为5.58，位于銀經15.63，銀緯-16.16，其B1900.0坐标为赤經19h 14m 38.6s，赤緯-22° -16.16′ 19″。